# Aprostocetus bangaloricus
Aprostocetus bangaloricus is een vliesvleugelig insect uit de familie Eulophidae. De wetenschappelijke naam is voor het eerst geldig gepubliceerd in 2003 door Narendran.